# Хагаг, Ахмед
Ахмед Хагаг (англ. Ahmed Hagag; род. 29 февраля 2000, Браунау-ам-Инн, Верхняя Австрия, Австрия) — австрийский боксёр-любитель, египетского происхождения, выступающий в первой тяжёлой, и в тяжёлой весовых категориях. Бронзовый призёр чемпионата Европы (2022), чемпион Европы среди молодёжи U-22 (2022), многократный чемпион Австрии, бронзовый призёр чемпионата Европы среди юниоров (2016), многократный победитель и призёр международных и национальных турниров в любителях.

## Биография
Ахмед Хагаг родился 29 февраля 2000 года в городе Браунау-ам-Инн, в Верхней Австрии, в Австрии.
Он носит арабское имя «Ахмед», потому что его родители родом из Египта, и у него ещё есть пятеро сестёр.
Он вырос в родном городе и сейчас до сих пор продолжает проживать в городе Браунау-ам-Инн.
Сегодня он работает комиссаром по материальным ценностям в коммуне Шальхен, и также проходит дистанционное обучение в области управления бизнесом.

## Любительская карьера
В июне 2016 года, в Капошваре (Венгрия) завоевал бронзовую медаль на чемпионате Европы среди юниоров в весе свыше 80 кг, в полуфинале по очкам проиграв хорвату Йосипу Билетичу, — который в итоге стал чемпионом Европы среди юниоров 2016 года.

### 2018—2019 годы
В августе 2018 года в Будапеште (Венгрия), участвовал в чемпионате мира среди молодежи и юниоров (до 18 лет) в весе до 91 кг, где он в 1/8 финала по очкам (0:5) проиграл азербайджанцу Исмаилу Ягубову.
В марте 2019 года во Владикавказе (Россия) участвовал на чемпионате Европы среди молодёжи (19—22 лет) в категории до 91 кг, в четвертьфинале проиграв россиянину Владиславу Иванову, — который в итоге стал молодёжным чемпионом Европы 2019 году.
В июне 2019 года участвовал в Европейских играх в Минске (Белоруссия), в категории до 91 кг, где он в 1/16 финала соревнований со счётом 0:5 проиграл бельгийцу Виктору Шельстрату.
В сентябре 2019 года участвовал в чемпионате мира в Екатеринбурге (Россия), где в он в 1/16 финала со счётом 0:5 проиграл новозеландскому боксёру Дэвиду Ньика.

### 2020—2022 годы
В 2020 году началась коронавирусная пандемия COVID-19, жёсткий коронавирусный карантин в Австрии и по всей Европе и отсутствие соревновательной практики.
В начале июня 2021 года в Париже (Франция) он участвовал в Европейском Олимпийском квалификационном турнире, в категории до 91 кг, где в 1/16 финала соревнований по очкам (0:5) опять проиграл бельгийцу Виктору Шельстрату, и не смог квалифицироваться на Олимпийские игры 2020 года в Токио (Япония).
В марте 2022 года в Порече (Хорватия), стал чемпионом Европы среди молодёжи (19—22 лет) в категории свыше 92 кг, в финале по очкам единогласным решением судей победив немецкого боксёра Никиту Путилова.
В мае 2022 года стал бронзовым призёром чемпионата Европы в Ереване (Армения), в весе свыше 92 кг. Где он в 1/8 финала соревнований по очкам победил венгерского боксёра Коппани Фехера, затем в четвертьфинале по очкам победил норвежского боксёра Омара Мохамеда Шиха, но в полуфинале по очкам проиграл опытному испанцу Айюбу Гадфа Дрисси, — который в итоге стал серебряным призёром чемпионата Европы 2022 года.

### 2023—2024 годы
В феврале 2023 года участвовал в международном турнире на призы короля Марокко Мухаммеда VI в Марракеше (Марокко), где он в четвертьфинале по очкам раздельным решением судей проиграл россиянину Рамазану Карнукаеву, — который в итоге стал победителем данного турнира.
В мае 2023 года, в Ташкенте (Узбекистан) стал четвертьфиналистом чемпионата мира в весе свыше 92 кг. Где он в 1/16 финала соревнований по очкам решением судей (4:0) победил опытного колумбийского боксёра Кристиана Сальседо, затем в 1/8 финала по очкам единогласным решением судей (5:0) победил опытного боксёра из Тринидада и Тобаго Найджела Пола, но в четвертьфинале по очкам решением судей (0:3) проиграл опытному испанцу Айюбу Гадфа Дрисси, — который в итоге стал бронзовым призёром чемпионата мира 2023 года.
В октябре 2023 года, в Будве (Черногория) стал бронзовым призёром Кубка Европы EUBC Cup 2023, где он в четвертьфинале раздельным решением судей со счётом 4:1 победил россиянина Ярослава Дороничева, но в полуфинале со счётом 0:5 проиграл хорвату Марко Милуну.
В апреле 2024 года, в Белграде (Сербия) участвовал на чемпионате Европы, где он в 1/8 финала победил опытного армянина Давида Чалояна, но в четвертьфинале по очкам со счётом 0:5 проиграл сербу Душану Велетичу.